# Лили (Флорида)
Лили (енгл. Lely) насељено је место без административног статуса у америчкој савезној држави Флорида.

## Демографија
По попису из 2010. године број становника је 3.451, што је 406 (-10,5%) становника мање него 2000. године.
| Група             | 2000.         | 2010.         |
| Белци             | 3.658 (94,8%) | 3.058 (88,6%) |
| Афроамериканци    | 27 (0,7%)     | 125 (3,6%)    |
| Азијати           | 17 (0,4%)     | 37 (1,1%)     |
| Хиспаноамериканци | 143 (3,7%)    | 208 (6,0%)    |
| Укупно            | 3.857         | 3.451         |